# Lepturgotrichona cubaecola
Lepturgotrichona cubaecola är en skalbaggsart som först beskrevs av Fisher 1942.  Lepturgotrichona cubaecola ingår i släktet Lepturgotrichona och familjen långhorningar.
Artens utbredningsområde är Kuba. Inga underarter finns listade i Catalogue of Life.